# Saint-Simon, Cantal
Saint-Simon là một xã ở tỉnh Cantal, thuộc vùng Auvergne-Rhône-Alpes ở miền trung nước Pháp.

## Dân số
| Năm | 1962 | 1968 | 1975  | 1982 | 1990 | 1999  |
| --- | ---- | ---- | ----- | ---- | ---- | ----- |
| Dân số | 842  | 842  | 1 007 | 959  | 989  | 1 018 |
| From the year 1968 on: No double counting—residents of multiple communes (e.g. students and military personnel) are counted only once. |      |      |       |      |      |       |

### Liens internes
- Xã của tỉnh Cantal